# 2018年の映画
2018年の映画（2018ねんのえいが）では、2018年（平成30年）の映画分野の出来事（動向）について記述する。
2017年の映画 - 2018年の映画 - 2019年の映画

## 出来事

### 世界
- 1月7日 - 第75回ゴールデングローブ賞授賞式が行われ、ドラマ部門で『スリー・ビルボード』が、ミュージカル・コメディ部門で『レディ・バード』が作品賞を受賞した[1]。
- 1月21日 - 第24回全米映画俳優組合賞の結果が発表され、『スリー・ビルボード』がキャスト賞を受賞した。
- 2月15日 - 25日 - 第68回ベルリン国際映画祭が開催され、ルーマニア、ドイツ、チェコ、ブルガリア、フランス合作映画の『タッチ・ミー・ノット』が金熊賞を受賞した[2]。
- 2月18日 - 第71回英国アカデミー賞の結果が発表され、『スリー・ビルボード』が作品賞を受賞した[3]。
- 3月3日 - 第38回ゴールデンラズベリー賞の結果が発表された。
- 3月4日 - 第90回アカデミー賞の結果が発表され、『シェイプ・オブ・ウォーター』が作品賞を受賞した[4]。
- 4月19日 - 4月19日 - 第40回モスクワ国際映画祭が開催され、ガレッジセールのゴリが照屋年之名義で監督した『洗骨』がアウト・オブ・コンペティション部門に公式招待された。
- 5月8日 - 5月19日 - 第71回カンヌ国際映画祭が開催され、日本映画の『万引き家族』（是枝裕和監督）がパルム・ドールを、アメリカ映画の『ブラック・クランズマン』がグランプリを受賞した。日本人監督としては、『地獄門』の衣笠貞之助、『影武者』の黒澤明、『楢山節考』、『うなぎ』の今村昌平に続き、史上4人目、21年ぶりの受賞となった[5]。
- 6月18日 - MTVムービー・アワード2018がサンタモニカのバーカーハンガーにて開催され、『ブラックパンサー』が作品賞を受賞した[6]。
- 8月23日 - 9月3日 - 第42回モントリオール世界映画祭が開催された。
- 8月29日 - 9月8日 - 第75回ヴェネツィア国際映画祭が開催され、アメリカ映画の『ROMA/ローマ』が金獅子賞を受賞した[7]。
- 9月18日 - 第70回エミー賞の授賞式がロサンゼルスのマイクロソフト・シアターにて開催され、『ゲーム・オブ・スローンズ』が作品賞を受賞した[8]。

### 日本

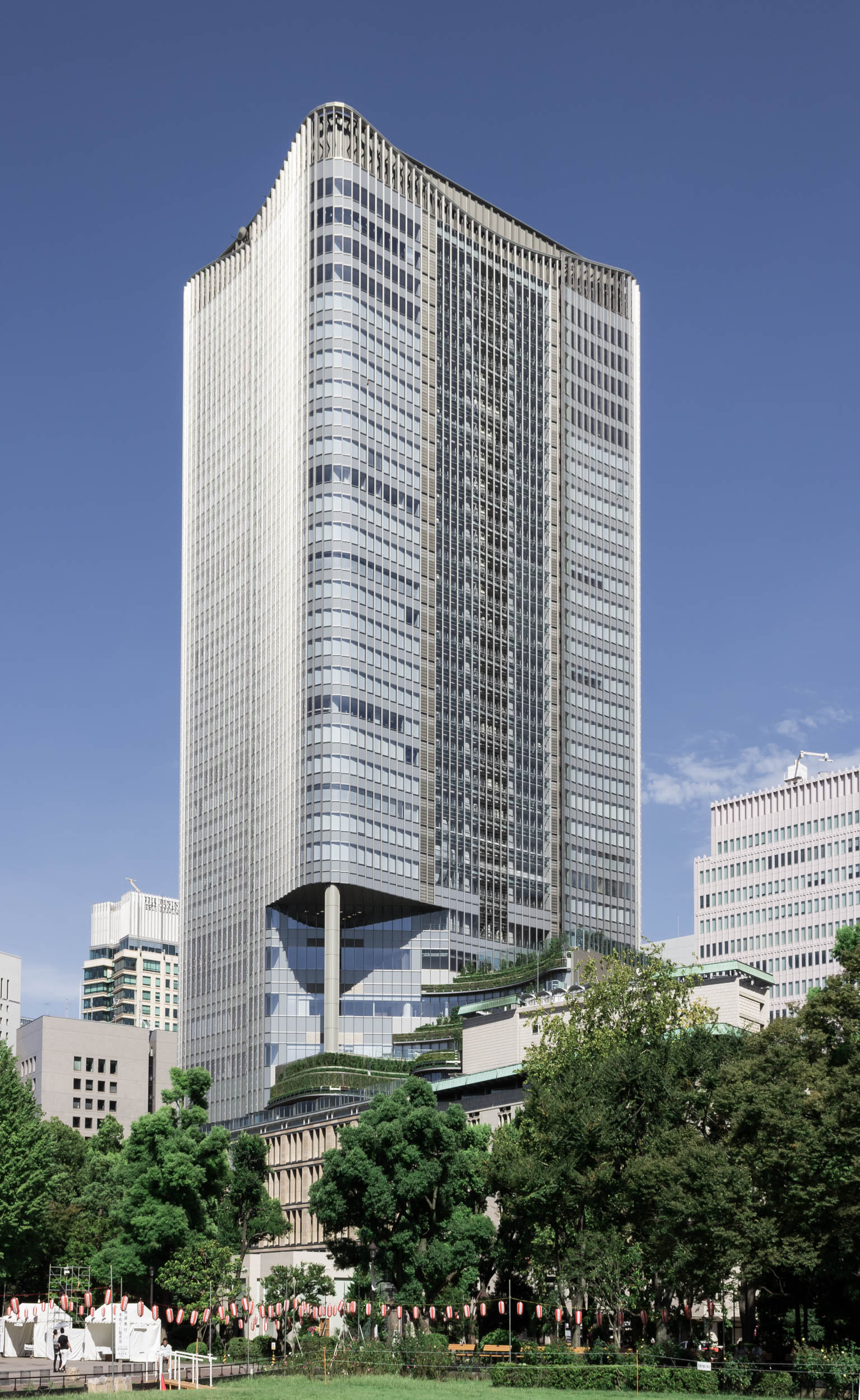
東京ミッドタウン日比谷

- 2月4日 - TOHOシネマズ日劇が閉館。これにより日本劇場から始まった当劇場の舞台公演、映画公開は84年2ヶ月の歴史に幕を閉じた[9]。
- 2月8日 - 第60回ブルーリボン賞の授賞式が東京・イイノホールで行われ、作品賞は『あゝ、荒野』が受賞した[10]。
- 2月12日 - 第91回キネマ旬報ベスト・テンの授賞式が文京シビックホール大ホールで行われ、日本映画作品賞は『夜空はいつでも最高密度の青色だ』、外国映画作品賞は『わたしは、ダニエル・ブレイク』がそれぞれ受賞した[11]。
- 2月25日
  - 第72回毎日映画コンクールの表彰式がミューザ川崎シンフォニーホールで行われ、日本映画大賞は『花筐/HANAGATAMI』、日本映画優秀賞は『あゝ、荒野』、外国映画ベストワン賞は『わたしは、ダニエル・ブレイク』がそれぞれ受賞した[12]。
  - 第27回東京スポーツ映画大賞授賞式が東京都内で行われ、『アウトレイジ 最終章』が最多受賞。同作に出演し、21日に死去した大杉漣（66歳没）も助演男優賞を受賞した[13][14]。
- 3月2日 - 第41回日本アカデミー賞の授賞式が東京都内で行われ、『三度目の殺人』（是枝裕和監督）が最優秀作品賞、最優秀監督賞など6冠を獲得[15]。
- 3月14日 - 映画監督・俳優でお笑いタレントの北野武（ビートたけし）が、1988年に自ら設立した所属事務所・オフィス北野を月末いっぱいで退社、独立することがわかった[16]。
- 3月15日 - 3月19日 - ゆうばり国際ファンタスティック映画祭2018が開催された。
- 3月15日 - 俳優の梅宮辰夫が、この日14時頃、同日夜に行われる自身の生誕80年・芸能生活60年を祝う会の開催準備中の東京プリンスホテル入口で転倒し、顔面を強打、額を30針縫う怪我を負ったほか、右頬や鼻にも裂傷を負った。なお「祝う会」は予定通りに開催された[17]。
- 3月16日 - アイドルグループV6のメンバー森田剛と、女優の宮沢りえが結婚したことを、双方の所属事務所を通じて発表[18]。
- 3月22日 - 日比谷シャンテ前の合歓の広場が日比谷ゴジラスクエアとして整備され、シンボルとなる高さ3m（台座0.5m含む）の「シン・ゴジラ」のゴジラ像（ゴジラの全身立体像としては過去最大）の除幕式が行われ、沢口靖子、浜辺美波が出席した[19][20]。
- 3月29日 - TOHOシネマズ日比谷が入居する東京ミッドタウン日比谷が開業。1995年に合歓の広場に設置されたゴジラ像は同劇場内に移設された。
- 4月13日 - 劇場版『名探偵コナン』の第22作・『名探偵コナン ゼロの執行人』（立川譲監督作品）が公開。昨年12月に原作者の青山剛昌が編集部の意図と自身体調不良により少年サンデーの連載が長期休載となる事態となった[21]。そんな最中、青山はいつものように映画製作にも参加。その後、連載も第20号から再開し映画も無事に完成し公開に至った[22][23]。
- 9月8日 - 9月22日 - 第40回ぴあフィルムフェスティバル（PFF）が開催された。
- 10月3日 - 歌手の松任谷由実らが第66回菊池寛賞を受賞[24]
- 10月25日 - 11月3日 - 第31回東京国際映画祭（TIFF）が開催され、『アマンダ』が「東京サクラグランプリ」を受賞した[25]。

## 周年
- 創立95周年
  - ウォルト・ディズニー・カンパニー

## 全世界興行収入ランキング
| 順位 | 題名                                             | 配給                                    | 興行収入       |
| ---- | ------------------------------------------------ | --------------------------------------- | -------------- |
| 1    | アベンジャーズ/インフィニティ・ウォー            | ディズニー                              | 20億4840万ドル |
| 2    | ブラックパンサー                                 | ディズニー                              | 13億4690万ドル |
| 3    | ジュラシック・ワールド/炎の王国                  | ユニバーサル・ピクチャーズ              | 13億0950万ドル |
| 4    | インクレディブル・ファミリー                     | ディズニー                              | 12億4280万ドル |
| 5    | アクアマン                                       | ワーナー・ブラザース                    | 11億4710万ドル |
| 6    | ボヘミアン・ラプソディ                           | 20世紀フォックス                        | 08億9640万ドル |
| 7    | ヴェノム                                         | ソニー・ピクチャーズ エンタテインメント | 08億5500万ドル |
| 8    | ミッション:インポッシブル/フォールアウト         | パラマウント映画                        | 07億9110万ドル |
| 9    | デッドプール2                                    | 20世紀フォックス                        | 07億8500万ドル |
| 10   | ファンタスティック・ビーストと黒い魔法使いの誕生 | ワーナー・ブラザース                    | 06億5370万ドル |

出典:“2018 Worldwide Box Office Results”.  Box Office Mojo. 2019年4月3日閲覧。

## 各国ランキング

### 北米興行収入ランキング
| 順位 | 題名                                     | 配給                       | 興行収入      |
| ---- | ---------------------------------------- | -------------------------- | ------------- |
| 1    | ブラックパンサー                         | ディズニー                 | 7億0000万ドル |
| 2    | アベンジャーズ/インフィニティ・ウォー    | ディズニー                 | 6億7880万ドル |
| 3    | インクレディブル・ファミリー             | ディズニー                 | 6億0860万ドル |
| 4    | ジュラシック・ワールド/炎の王国          | ユニバーサル・ピクチャーズ | 4億1770万ドル |
| 5    | アクアマン                               | ワーナー・ブラザース       | 3億3500万ドル |
| 6    | デッドプール2                            | 20世紀フォックス           | 3億1850万ドル |
| 7    | グリンチ                                 | ユニバーサル・ピクチャーズ | 2億7600万ドル |
| 8    | ミッション:インポッシブル/フォールアウト | パラマウント映画           | 2億2020万ドル |
| 9    | アントマン&ワスプ                        | ディズニー                 | 2億1660万ドル |
| 10   | ボヘミアン・ラプソディ                   | ディズニー                 | 2億1376万ドル |

出典:“2018 Domestic Yearly Box Office Results”.  Box Office Mojo. 2019年4月3日閲覧。

### 日本興行収入ランキング
2018年興行収入10億円以上番組 (PDF)  - 日本映画製作者連盟
| 順位 | 題名                                        | 製作国                            | 配給             | 興行収入  |
| ---- | ------------------------------------------- | --------------------------------- | ---------------- | --------- |
| 1    | ボヘミアン・ラプソディ                      | イギリスの旗 · アメリカ合衆国の旗 | 20世紀フォックス | 131.0億円 |
| 2    | 劇場版コード・ブルー -ドクターヘリ緊急救命- | 日本の旗                          | 東宝             | 093.0億円 |
| 3    | 名探偵コナン ゼロの執行人                   | 日本の旗                          | 東宝             | 091.8億円 |
| 4    | ジュラシック・ワールド/炎の王国             | アメリカ合衆国の旗                | 東宝東和         | 080.7億円 |
| 5    | スター・ウォーズ/最後のジェダイ             | アメリカ合衆国の旗                | ディズニー       | 075.1億円 |
| 6    | 映画ドラえもん のび太の宝島                 | 日本の旗                          | 東宝             | 053.7億円 |
| 7    | グレイテスト・ショーマン                    | アメリカ合衆国の旗                | 20世紀フォックス | 052.2億円 |
| 8    | リメンバー・ミー                            | アメリカ合衆国の旗                | ディズニー       | 050.0億円 |
| 9    | インクレディブル・ファミリー                | アメリカ合衆国の旗                | ディズニー       | 049.0億円 |
| 10   | ミッション:インポッシブル/フォールアウト    | アメリカ合衆国の旗                | 東和ピクチャーズ | 047.2億円 |

出典:2018年興行収入10億円以上番組 (PDF)  - 日本映画製作者連盟

## 日本の映画興行
- 入場者数 1億6921万人[26]
- 興行収入 2225億1100万円[26] - 歴代3位となる記録だった[27]。歴代1位は2016年、2位は2017年。

| 配給会社 | 本数 | 年間興行収入  | 前年対比 | 備考 |
| -------- | ---- | ------------- | -------- | --- |
| 松竹     | 23   | 109億1069万円 | 069.7%   | 興行収入10億円を突破したのは、『8年越しの花嫁 奇跡の実話』（28.2億円）、『空飛ぶタイヤ』（17億3800万円）、『人魚の眠る家』（10.0億円）の3作品。山田洋次監督の『妻よ薔薇のように 家族はつらいよIII』（9.5億円）は大台まであと一歩。『8年越しの花嫁』の後、病気関連の『旅猫リポート』（5.3億円）と『パーフェクトワールド 君といる奇跡』（6.2億円）は不発。『曇天に笑う』（2億5800万円）は大きく期待を裏切り、『虹色デイズ』は5億4500万円止まりだった。 |
| 東宝     | 33   | 605億3664万円 | 097.6%   | 年間興行収入500億円オーバーを15年連続、600億円オーバーを7年連続達成。興行収入10億円以上が16番組（共同配給を含むと17番組）、そのうち20億円以上が次の8番組。『劇場版 コード・ブルー』（93.0億円）、『名探偵コナン ゼロの執行人』（91.8億円）、『ドラえもん のび太の宝島』（53.7億円）、『DESTINY 鎌倉ものがたり』（32.1億円）、『劇場版ポケットモンスター みんなの物語』（30.9億円）、『検察側の罪人』（29.6億円）、『未来のミライ』（28.8億円）、『映画 妖怪ウォッチ シャドウサイド 鬼王の復活』（20.4億円）。邦画興行収入ベストテンのうち7作品が東宝。しかし、数年前まではなかった10億円を割る作品が16本と半数を占めた。キネマ旬報は、配給本数の多さと増えた自社幹事作品の宣伝展開を理由に挙げている。 |
| 東映     | 20   | 123億3485万円 | 0113.2%  | 興行収入10億円を突破したのは、『仮面ライダー平成ジェネレーションズ FINAL』（12.9億円）、吉永小百合主演『北の桜守』（12.8億円）、『映画 HUGっと!プリキュア♡ふたりはプリキュア オールスターズメモリーズ』（11.5億円）、『劇場版 仮面ライダービルド Be The One』ほか（10.2億円）の4番組。10億の壁は破れなかったが、『孤狼の血』（7.9億円）と『終わった人』（5.7億円）はそれぞれ映画賞を受賞し、作品の質を証明した。キネマ旬報によれば、アニメ『プリキュア』・『ドラゴンボール』と特撮『仮面ライダー』・『戦隊シリーズ』が東映の核となっている。 |
| KADOKAWA | 33   | 027億2025万円 | 054.1%   | 前年と比較して興行収入は半減しているが、総製作費150億円の超大作『空海-KU-KAI- 美しき王妃の謎』（17.0億円）が共同配給の東宝に計上され含まれていない。『空海』分を KADOKAWA の興行収入に加算すれば前年並みとなる。日本側の出資は、ほぼ KADOKAWA のみだった『空海』は日中両国の興行で成功した。配給33本中、洋画が16本。大型作品の邦画『ビブリア古書堂の事件手帖』（2.1億円）と洋画『ゲティ家の身代金』（1.6億円）が期待外れの結果に終わった。アニメ『文豪ストレイドッグス DEAD APPLE』（5.5億円）はヒット。 |

出典:「2018年映画業界総決算」『キネマ旬報』2019年（平成31年）3月下旬特別号、キネマ旬報社、2019年、38 - 52頁。

## 受賞
- 第91回アカデミー賞
  - 作品賞 - 『グリーンブック』（ジム・バーク、チャールズ・B・ウェスラー（英語版）、ブライアン・ヘインズ・クリー、ピーター・ファレリー、ニック・ヴァレロンガ）
  - 監督賞 - アルフォンソ・キュアロン（『ROMA/ローマ』）
  - 主演男優賞 - ラミ・マレック（『ボヘミアン・ラプソディ』）
  - 主演女優賞 - オリヴィア・コールマン (『女王陛下のお気に入り』)
  - 助演男優賞 - マハーシャラ・アリ (『グリーンブック』)
  - 助演女優賞 - レジーナ・キング (『ビール・ストリートの恋人たち』)
  - 長編アニメ映画賞 - 『スパイダーマン:スパイダーバース』（ボブ・ペルシケッティ、ピーター・ラムジー、ロドニー・ロスマン、フィル・ロード&クリス・ミラー）
  - 外国語映画賞 - 『ROMA/ローマ』（ メキシコ） - アルフォンソ・キュアロン監督

- 第76回ゴールデングローブ賞
  - 作品賞 (ドラマ部門) - 『ボヘミアン・ラプソディ』
  - 主演男優賞 (ドラマ部門) - ラミ・マレック（『ボヘミアン・ラプソディ』）
  - 主演女優賞 (ドラマ部門) - グレン・クローズ (『天才作家の妻 40年目の真実』)
  - 作品賞 (ミュージカル・コメディ部門) - 『グリーンブック』
  - 主演女優賞 (ミュージカル・コメディ部門) - オリヴィア・コールマン (『女王陛下のお気に入り』)
  - 主演男優賞 (ミュージカル・コメディ部門) - クリスチャン・ベール (『バイス』)
  - 監督賞 - アルフォンソ・キュアロン （『ROMA/ローマ』）
  - 助演男優賞 - マハーシャラ・アリ (『グリーンブック』)
  - 助演女優賞 - レジーナ・キング (『ビール・ストリートの恋人たち』)
  - 外国語映画賞 - 『ROMA/ローマ』（ メキシコ）
  - アニメ映画賞 - 『スパイダーマン:スパイダーバース』

- 第72回英国アカデミー賞
  - 作品賞 - 『ROMA/ローマ』
  - 監督賞 - アルフォンソ・キュアロン（『ROMA/ローマ』）
  - 主演男優賞 - ラミ・マレック（『ボヘミアン・ラプソディ』）
  - 主演女優賞 - オリヴィア・コールマン（『女王陛下のお気に入り』）
  - 助演男優賞 - マハーシャラ・アリ（『グリーンブック』）
  - 助演女優賞 - レイチェル・ワイズ（『女王陛下のお気に入り』）
  - 英国作品賞 - 『女王陛下のお気に入り』
  - 非英語作品賞 - 『ROMA/ローマ』（ メキシコ）
  - アニメ映画賞 - 『スパイダーマン:スパイダーバース』

- 第90回ナショナル・ボード・オブ・レビュー賞
  - 作品賞 - 『グリーンブック』
  - 監督賞 - ブラッドリー・クーパー（『アリー/ スター誕生』）
  - 主演男優賞 - ヴィゴ・モーテンセン（『グリーンブック』）
  - 主演女優賞 - レディー・ガガ（『アリー/ スター誕生』）
  - 助演男優賞 - サム・エリオット（『アリー/ スター誕生』）
  - 助演女優賞 - レジーナ・キング（『ビール・ストリートの恋人たち』）
  - 外国語映画賞 - 『COLD WAR あの歌、2つの心』（ ポーランド）
  - アニメーション映画賞 - 『インクレディブル・ファミリー』

- 第84回ニューヨーク映画批評家協会賞
  - 作品賞 - 『ROMA/ローマ』
  - 監督賞 - アルフォンソ・キュアロン（『ROMA/ローマ』）
  - 主演男優賞 - イーサン・ホーク（『魂のゆくえ』）
  - 主演女優賞 - レジーナ・ホール（『サポート・ザ・ガールズ』）
  - 助演男優賞 - リチャード・E・グラント（『ある女流作家の罪と罰』）
  - 助演女優賞 - レジーナ・キング（『ビール・ストリートの恋人たち』）
  - 外国語映画賞 - 『COLD WAR あの歌、2つの心』（ ポーランド）
  - アニメ映画賞 - 『スパイダーマン:スパイダーバース』

- 第12回デトロイト映画批評家協会賞
  - 作品賞 - 『エイス・グレード 世界でいちばんクールな私へ』
  - 監督賞 - アダム・マッケイ（『バイス』）
  - 主演男優賞 - イーサン・ホーク（『魂のゆくえ』）
  - 主演女優賞 - トニ・コレット（『ヘレディタリー/継承』）
  - 助演男優賞 - ジョシュ・ハミルトン (俳優)（英語版）（『エイス・グレード 世界でいちばんクールな私へ』）
  - 助演女優賞 - レジーナ・キング（『ビール・ストリートの恋人たち』）
  - アニメ映画賞 - 『スパイダーマン:スパイダーバース』

- 第44回ロサンゼルス映画批評家協会賞
  - 作品賞 - 『ROMA/ローマ』
  - 監督賞 - デブラ・グラニック（『足跡はかき消して』）
  - 主演男優賞 - イーサン・ホーク（『魂のゆくえ』）
  - 主演女優賞 - オリヴィア・コールマン（『女王陛下のお気に入り』）
  - 助演男優賞 - スティーヴン・ユァン（『バーニング 劇場版』）
  - 助演女優賞 - レジーナ・キング（『ビール・ストリートの恋人たち』）
  - 外国語映画賞 - 『バーニング 劇場版』（ 韓国）、『万引き家族』（ 日本）
  - アニメ映画賞 - 『スパイダーマン:スパイダーバース』

- 第17回サンフランシスコ映画批評家協会賞
  - 作品賞 - 『ROMA/ローマ』
  - 監督賞 - スパイク・リー（『ブラック・クランズマン』）
  - 主演男優賞 - イーサン・ホーク（『魂のゆくえ』）
  - 主演女優賞 - メリッサ・マッカーシー（『ある女流作家の罪と罰』）
  - 助演男優賞 - マイケル・B・ジョーダン（『ブラックパンサー』）
  - 助演女優賞 - レジーナ・キング（『ビール・ストリートの恋人たち』）
  - 外国語映画賞 - 『ROMA/ローマ』（ メキシコ）
  - アニメ映画賞 - 『スパイダーマン:スパイダーバース』

- 第39回ボストン映画批評家協会賞
  - 作品賞 - 『ビール・ストリートの恋人たち』
  - 監督賞 - リン・ラムジー（『ビューティフル・デイ』）
  - 主演男優賞 - ジョン・C・ライリー（『僕たちのラストステージ』）
  - 主演女優賞 - メリッサ・マッカーシー（『ある女流作家の罪と罰』）
  - 助演男優賞 - リチャード・E・グラント（『ある女流作家の罪と罰』）
  - 助演女優賞 - レジーナ・キング（『ビール・ストリートの恋人たち』）
  - 外国語映画賞 - 『万引き家族』（ 日本）
  - アニメ映画賞 - 『犬ヶ島』

- 第53回全米映画批評家協会賞
  - 作品賞 - 『ザ・ライダー（英語版）』
  - 監督賞 - アルフォンソ・キュアロン（『ROMA/ローマ』）
  - 主演男優賞 - イーサン・ホーク（『魂のゆくえ』）
  - 主演女優賞 - オリヴィア・コールマン（『女王陛下のお気に入り』）
  - 助演男優賞 - スティーヴン・ユァン（『バーニング 劇場版』）
  - 助演女優賞 - レジーナ・キング（『ビール・ストリートの恋人たち』）
  - 外国語映画賞 - 『ROMA/ローマ』（ メキシコ）

- 第25回全米映画俳優組合賞
  - キャスト賞 - 『ブラックパンサー』
  - 映画スタント・アンサンブル賞 - 『ブラックパンサー』
  - 主演男優賞 - ラミ・マレック（『ボヘミアン・ラプソディ』）
  - 主演女優賞 - グレン・クローズ（『天才作家の妻 40年目の真実』）
  - 助演男優賞 - マハーシャラ・アリ（『グリーンブック』）
  - 助演女優賞 - エミリー・ブラント（『クワイエット・プレイス』）

- 第68回ベルリン国際映画祭（英語版）
  - 金熊賞 - 『Touch Me Not』（アディナ・ピンティリエ）
  - 銀熊賞（審査員グランプリ） - 『顔』（マウゴシュカ・シュモフスカ（英語版））
  - 銀熊賞（監督賞） - ウェス・アンダーソン（『犬ヶ島』）
  - 銀熊賞（男優賞） - アントニー・バジョン（『The Prayer』）
  - 銀熊賞（女優賞） - アナ・ブラン（『相続人』）
  - 銀熊賞（脚本賞） - マニュエル・アルカラ、アロンソ・ルイスパラシオ（『Museum』）
  - 銀熊賞（アルフレッド・バウアー賞） - 『相続人』（マルセロ・マルティネッシ（英語版））
  - 銀熊賞（芸術貢献賞） - エレナ・オコプナヤ（『ドヴラートフ　レニングラードの作家たち』）

- 第71回カンヌ国際映画祭
  - パルム・ドール – 『万引き家族』（是枝裕和）
  - グランプリ – 『ブラック・クランズマン』（スパイク・リー）
  - 監督賞 – パヴェウ・パヴリコフスキ（『COLD WAR あの歌、2つの心』）
  - 脚本賞 – アリーチェ・ロルバケル（『幸福なラザロ』）、ジャファール・パナヒ（『スリー・フェイシズ（英語版）』）
  - 男優賞 – マルチェロ・フォンテ（イタリア語版）（『ドッグマン』）
  - 女優賞 – サマル・イェスリャーモワ（ロシア語版）（『Ayka（英語版）』）
  - 審査員賞 – 『存在のない子供たち』（ナディーン・ラバキー ）
  - スペシャル・パルムドール - 『イメージの本』（ジャン＝リュック・ゴダール ）
  - ある視点賞 - 『ボーダー 二つの世界』 (アリ・アバシ)

- 第75回ヴェネツィア国際映画祭
  - 金獅子賞 – 『ROMA/ローマ』（アルフォンソ・キュアロン）
  - 審査員大賞 – 『女王陛下のお気に入り』（ヨルゴス・ランティモス）
  - 銀獅子賞 – ジャック・オディアール（『ゴールデン・リバー』）
  - ヴォルピ杯
    - 男優賞 – ウィレム・デフォー（『永遠の門 ゴッホの見た未来』）
    - 女優賞 – オリヴィア・コールマン（『女王陛下のお気に入り』）

  - 脚本賞 – 『バスターのバラード』 - ジョエル・コーエン、イーサン・コーエン
  - 審査員特別賞 – 『ナイチンゲール』（ジェニファー・ケント）
  - マルチェロ・マストロヤンニ賞 – Baykali Ganambarr - 『ナイチンゲール』

- 第43回トロント国際映画祭（英語版）
  - 観客賞 – 『グリーンブック』（ピーター・ファレリー）
  - 観客賞（次点1位） – 『ビール・ストリートの恋人たち』（バリー・ジェンキンス）
  - 観客賞（次点2位） – 『ROMA/ローマ』（アルフォンソ・キュアロン）

- 第31回東京国際映画祭
  - 東京グランプリ – 『アマンダ』（ミカエル・アース）
  - 審査委員特別賞 – 『氷の季節』（マイケル・ノアー）
  - 最優秀監督賞 – エドアルド・デ・アンジェリス（『堕ちた希望』）
  - 最優秀女優賞 – ピーナ・トゥルコ（『堕ちた希望』）
  - 最優秀男優賞 – イェスパー・クリステンセン（『氷の季節』）
  - 最優秀芸術貢献賞 – 『ホワイト・クロウ』（レイフ・ファインズ）
  - 最優秀脚本賞 – ミカエル・アース、モード・アメリーヌ（『アマンダ』）
  - 観客賞 – 『半世界』（阪本順治）

- 第42回日本アカデミー賞
  - 最優秀作品賞 - 『万引き家族』
  - 最優秀アニメーション作品賞 - 『未来のミライ』
  - 最優秀監督賞 - 是枝裕和（『万引き家族』）
  - 最優秀主演男優賞 - 役所広司（『孤狼の血』）
  - 最優秀主演女優賞 - 安藤サクラ（『万引き家族』）
  - 最優秀助演男優賞 - 松坂桃李（『孤狼の血』）
  - 最優秀助演女優賞 - 樹木希林（『万引き家族』）
  - 最優秀外国作品賞 - 『ボヘミアン・ラプソディ』

- 第61回ブルーリボン賞
  - 作品賞 - 『カメラを止めるな!』
  - 監督賞 - 白石和彌 『孤狼の血』『止められるか、俺たちを』『サニー/32』
  - 主演男優賞 - 舘ひろし 『終わった人』
  - 主演女優賞 - 門脇麦 『止められるか、俺たちを』
  - 助演男優賞 - 松坂桃李 『孤狼の血』
  - 助演女優賞 - 松岡茉優 『万引き家族』『ちはやふる -結び-』
  - 新人賞 - 南沙良 『志乃ちゃんは自分の名前が言えない』
  - 外国作品賞 - 『ボヘミアン・ラプソディ』

- 第92回キネマ旬報ベスト・テン
  - 日本映画第1位 - 『万引き家族』
  - 外国映画第1位 - 『スリー・ビルボード』（ アメリカ合衆国・ イギリス）
  - 日本映画監督賞 - 瀬々敬久（『菊とギロチン』、『友罪』）
  - 脚本賞 - 相澤虎之助、瀬々敬久（『菊とギロチン』）
  - 主演男優賞 - 柄本佑（『きみの鳥はうたえる』、『素敵なダイナマイトスキャンダル』、『ポルトの恋人たち 時の記憶』）
  - 主演女優賞 - 安藤サクラ（『万引き家族』）
  - 助演男優賞 - 松坂桃李（『孤狼の血』）
  - 助演女優賞 - 木野花（『愛しのアイリーン』）
  - 新人男優賞 - 寛一郎（『菊とギロチン』）
  - 新人女優賞 - 木竜麻生（『菊とギロチン』、『鈴木家の嘘』）
  - 外国映画監督賞 マーティン・マクドナー（『スリー・ビルボード』）

- 第73回毎日映画コンクール
  - 日本映画大賞 - 『万引き家族』
  - 外国映画ベストワン賞 - 『スリー・ビルボード』
  - 監督賞 - 上田慎一郎（『カメラを止めるな!』）
  - 男優主演賞 - 柄本佑（『きみの鳥はうたえる』）
  - 女優主演賞 - 安藤サクラ（『万引き家族』）
  - 男優助演賞 - 塚本晋也（『斬、』）
  - 女優助演賞 - 樹木希林（『万引き家族』）
  - スポニチグランプリ新人賞（男性） - 玉置玲央（『教誨師』）
  - スポニチグランプリ新人賞（女性） - 木竜麻生（『菊とギロチン』）
  - アニメーション映画賞 - 『若おかみは小学生!』
  - 大藤信郎賞 - 『リズと青い鳥』

- 第43回報知映画賞
  - 作品賞 - 『孤狼の血』
  - 海外作品賞 - 『ワンダー 君は太陽』
  - アニメ作品賞 - 『名探偵コナン ゼロの執行人』
  - 監督賞 - 大森立嗣（『日日是好日』）
  - 主演男優賞 - 役所広司（『孤狼の血』）
  - 主演女優賞 - 篠原涼子（『人魚の眠る家』、『SUNNY 強い気持ち・強い愛』）
  - 助演男優賞 - 二宮和也 （『検察側の罪人』）
  - 助演女優賞 - 樹木希林 （『モリのいる場所』、『万引き家族』、『日日是好日』）
  - 新人賞 - 南沙良（『志乃ちゃんは自分の名前が言えない』）、蒔田彩珠（『志乃ちゃんは自分の名前が言えない』）
  - 特別賞 - 『カメラを止めるな!』（上田慎一郎）

- 第31回日刊スポーツ映画大賞
  - 作品賞 - 『万引き家族』
  - 海外作品賞 - 『スリー・ビルボード』
  - 監督賞 - 白石和彌（『サニー/32』、『孤狼の血』、『止められるか、俺たちを』）
  - 主演男優賞 - 松坂桃李（『不能犯』、『娼年』）
  - 主演女優賞 - 安藤サクラ（『万引き家族』）
  - 助演男優賞 - 高橋一生 （『嘘を愛する女』、『空飛ぶタイヤ』、『億男』）
  - 助演女優賞 - 樹木希林 （『万引き家族』、『モリのいる場所』、『日日是好日』）
  - 新人賞 - 平手友梨奈（『響 -HIBIKI-』）
  - 石原裕次郎賞 - カメラを止めるな!（上田慎一郎）
  - 石原裕次郎新人賞 - 岩田剛典（『去年の冬、きみと別れ』、『Vision』、『パーフェクトワールド 君といる奇跡』）

## 死去
| 日付 | 日付            | 名前                               | 出身国                        | 年齢 | 職業                                                   |
| 1月  | 5日             | 津田延代                           | 日本の旗                      | 96   | 声優・女優                                             |
| 1月  | 7日             | 貝山知弘                           | 日本の旗                      | 84   | 映画プロデューサー                                     |
| 1月  | 12日            | 灰地順                             | 日本の旗                      | 91   | 俳優                                                   |
| 1月  | 14日            | 夏木陽介                           | 日本の旗                      | 81   | 俳優                                                   |
| 1月  | 17日            | 神山寛                             | 日本の旗                      | 85   | 俳優                                                   |
| 1月  | 19日            | ドロシー・マローン                 | アメリカ合衆国の旗            | 92   | 女優                                                   |
| 1月  | 27日            | 沢島忠                             | 日本の旗                      | 92   | 映画監督                                               |
| 2月  | 9日             | ジョン・ギャヴィン                 | アメリカ合衆国の旗            | 86   | 俳優                                                   |
| 2月  | 10日            | 川地民夫                           | 日本の旗                      | 79   | 俳優                                                   |
| 2月  | 19日            | 大家仁志                           | 日本の旗                      | 53   | 俳優                                                   |
| 2月  | 21日            | 大杉漣                             | 日本の旗                      | 66   | 俳優                                                   |
| 2月  | 23日            | ルイス・ギルバート                 | イギリスの旗                  | 97   | 映画監督                                               |
| 2月  | 24日            | 左とん平                           | 日本の旗                      | 80   | 俳優                                                   |
| 2月  | 24日            | シュリデヴィ                       | インドの旗                    | 54   | 女優                                                   |
| 3月  | 3日             | デヴィッド・オグデン・スティアーズ | アメリカ合衆国の旗            | 75   | 俳優                                                   |
| 3月  | 5日             | アンドレ・S・ラバルト              | フランスの旗                  | 86   | 映画プロデューサー、脚本家                             |
| 3月  | 9日             | チョ・ミンギ                       | 大韓民国の旗                  | 52   | 俳優                                                   |
| 3月  | 13日            | 内田康夫                           | 日本の旗                      | 83   | 作家                                                   |
| 4月  | 2日             | 内田稔                             | 日本の旗                      | 91   | 俳優                                                   |
| 4月  | 3日             | 日高晤郎                           | 日本の旗                      | 74   | 俳優・声優・タレント・ラジオパーソナリティ             |
| 4月  | 5日             | 高畑勲                             | 日本の旗                      | 82   | アニメーション映画監督                                 |
| 4月  | 13日            | ミロス・フォアマン                 | チェコの旗                    | 86   | 映画監督                                               |
| 4月  | 21日            | ヴァーン・トロイヤー               | アメリカ合衆国の旗            | 49   | 俳優                                                   |
| 4月  | 27日            | 朝丘雪路                           | 日本の旗                      | 82   | 女優、日本舞踊家                                       |
| 4月  | 30日            | 木下忠司                           | 日本の旗                      | 102  | 作曲家、映画音楽家                                     |
| 5月  | 2日             | 岡田光治                           | 日本の旗                      | 85   | 脚本家                                                 |
| 5月  | 2日             | 浦野光                             | 日本の旗                      | 86   | 俳優、声優、ナレーター                                 |
| 5月  | 7日             | エルマンノ・オルミ                 | イタリアの旗                  | 86   | 映画監督、映画プロデューサー                           |
| 5月  | 11日            | 松島利行                           | 日本の旗                      | 80   | 映画評論家                                             |
| 5月  | 16日            | 西城秀樹                           | 日本の旗                      | 63   | 歌手、俳優                                             |
| 5月  | 16日            | 星由里子                           | 日本の旗                      | 74   | 女優                                                   |
| 5月  | 17日            | 石井博泰                           | 日本の旗                      | 51   | 俳優                                                   |
| 5月  | 21日            | クリント・ウォーカー               | アメリカ合衆国の旗            | 90   | 俳優                                                   |
| 5月  | 23日            | たむらまさき                       | 日本の旗                      | 79   | 映画撮影監督                                           |
| 5月  | 28日            | いか八朗                           | 日本の旗                      | 84   | 俳優、タレント                                         |
| 6月  | 1日             | ウィリアム・ピップス               | アメリカ合衆国の旗            | 96   | 俳優                                                   |
| 6月  | 6日             | 寺尾次郎                           | 日本の旗                      | 62   | 映画字幕翻訳家、元ミュージシャン                       |
| 6月  | 8日             | ユーニス・ゲイソン                 | イギリスの旗                  | 90   | 女優                                                   |
| 6月  | 14日            | 野邉大地                           | 日本の旗                      | 21   | スタントマン、俳優                                     |
| 6月  | 18日            | 加藤剛                             | 日本の旗                      | 80   | 俳優                                                   |
| 6月  | 19日            | 藤原智子                           | 日本の旗                      | 86   | 映画監督、ドキュメンタリー作家                         |
| 6月  | 26日            | 名和宏                             | 日本の旗                      | 85   | 俳優                                                   |
| 6月  | 29日            | デリック・オコナー                 | アイルランドの旗              | 77   | 俳優                                                   |
| 7月  | 2日             | 桂歌丸                             | 日本の旗                      | 81   | 落語家                                                 |
| 7月  | 4日             | ロビー・ミューラー                 | オランダの旗                  | 78   | 映画監督                                               |
| 7月  | 5日             | クロード・ランズマン               | フランスの旗                  | 92   | 映画監督                                               |
| 7月  | 5日             | 仁和令子                           | 日本の旗                      | 60   | 俳優                                                   |
| 7月  | 7日             | 下塚誠                             | 日本の旗                      | 64   | 俳優                                                   |
| 7月  | 8日             | タブ・ハンター                     | アメリカ合衆国の旗            | 86   | 俳優、歌手                                             |
| 7月  | 8日             | カルロ・ヴァンツィーナ             | イタリアの旗                  | 67   | 映画監督                                               |
| 7月  | 14日            | 三上真一郎                         | 日本の旗                      | 77   | 俳優                                                   |
| 7月  | 15日            | 生田悦子                           | 日本の旗                      | 71   | 女優                                                   |
| 7月  | 17日            | ゲイリー・ビーチ                   | アメリカ合衆国の旗            | 70   | 俳優                                                   |
| 7月  | 18日            | ヒュー・ホワイトモア               | イギリスの旗                  | 82   | 脚本家、劇作家                                         |
| 7月  | 18日            | 常田富士男                         | 日本の旗                      | 81   | 俳優                                                   |
| 7月  | 19日            | 橋本忍                             | 日本の旗                      | 100  | 脚本家                                                 |
| 8月  | 3日             | モーシェ・ミズラヒ                 | エジプトの旗 · イスラエルの旗 | 86   | 映画監督                                               |
| 8月  | 3日             | ロニー・テイラー                   | イギリスの旗                  | 93   | 撮影監督                                               |
| 8月  | 4日             | 津川雅彦（マキノ雅彦）             | 日本の旗                      | 78   | 俳優、映画監督                                         |
| 8月  | 10日            | 菅井きん                           | 日本の旗                      | 92   | 女優                                                   |
| 8月  | 13日            | 布勢博一                           | 日本の旗                      | 86   | 脚本家                                                 |
| 8月  | 13日            | 石塚運昇                           | 日本の旗                      | 68   | 声優                                                   |
| 8月  | 15日            | さくらももこ                       | 日本の旗                      | 53   | 漫画家、脚本家、作詞家                                 |
| 8月  | 19日            | 森岡賢一郎                         | 日本の旗                      | 84   | 作曲家・編曲家                                         |
| 8月  | 25日            | 麻生美代子                         | 日本の旗                      | 92   | 女優、声優、ナレーター                                 |
| 8月  | 25日            | リンゼイ・ケンプ                   | イギリスの旗                  | 80   | 舞踊家、俳優                                           |
| 8月  | 26日            | ニール・サイモン                   | アメリカ合衆国の旗            | 91   | 脚本家、劇作家                                         |
| 9月  | 6日             | バート・レイノルズ                 | アメリカ合衆国の旗            | 82   | 俳優                                                   |
| 9月  | 10日            | ピーター・ドゥナット               | カナダの旗                    | 90   | 俳優                                                   |
| 9月  | 11日            | 小藤田千栄子                       | 日本の旗                      | 79   | 映画・演劇評論家                                       |
| 9月  | 15日            | 朱旭                               | 中華人民共和国の旗            | 88   | 俳優                                                   |
| 9月  | 15日            | 樹木希林                           | 日本の旗                      | 75   | 女優                                                   |
| 9月  | 17日            | 小田裕一郎                         | 日本の旗                      | 68   | 作曲家                                                 |
| 9月  | 23日            | ゲイリー・カーツ                   | アメリカ合衆国の旗            | 78   | 映画プロデューサー                                     |
| 9月  | 23日            | 宮田光                             | 日本の旗                      | 87   | 俳優、声優                                             |
| 9月  | 27日            | 志水正義                           | 日本の旗                      | 60   | 俳優                                                   |
| 9月  | 27日            | サルバドール・タリ                 | 日本の旗                      | 70   | 俳優                                                   |
| 10月 | 1日             | シャルル・アズナヴール             | フランスの旗                  | 94   | 歌手、俳優                                             |
| 10月 | 4日             | 古川卓巳                           | 日本の旗                      | 101  | 映画監督                                               |
| 10月 | 17日            | 田中信夫                           | 日本の旗                      | 83   | 声優                                                   |
| 10月 | 17日            | 辻谷耕史                           | 日本の旗                      | 56   | 声優                                                   |
| 10月 | 18日            | 長部日出雄                         | 日本の旗                      | 84   | 小説家、映画評論家、脚本家、映画監督                   |
| 10月 | 19日            | 穂積隆信                           | 日本の旗                      | 87   | 俳優                                                   |
| 10月 | 19日            | 木村圭市郎                         | 日本の旗                      | 80   | アニメーション作画監督                                 |
| 10月 | 27日            | 角替和枝                           | 日本の旗                      | 64   | 女優                                                   |
| 10月 | 27日            | 江波杏子                           | 日本の旗                      | 76   | 女優                                                   |
| 10月 | 28日            | 吉田貞次                           | 日本の旗                      | 100  | 映画撮影監督                                           |
| 10月 | 31日            | 山崎朋子                           | 日本の旗                      | 83   | 作家                                                   |
| 11月 | 2日             | レイモンド・チョウ                 | 香港の旗                      | 91   | 映画プロデューサー                                     |
| 11月 | 3日             | ソンドラ・ロック                   | アメリカ合衆国の旗            | 74   | 女優、映画監督                                         |
| 11月 | 6日             | 後藤哲夫                           | 日本の旗                      | 68   | 俳優・声優                                             |
| 11月 | 7日（死去判明） | フランシス・レイ                   | フランスの旗                  | 86   | 作曲家                                                 |
| 11月 | 11日            | ダグラス・レイン                   | カナダの旗                    | 90   | 俳優、声優                                             |
| 11月 | 12日            | スタン・リー                       | アメリカ合衆国の旗            | 95   | イラストレーター、アメリカン・コミックス原作者・製作者 |
| 11月 | 13日            | キャサリン・マグレガー             | アメリカ合衆国の旗            | 93   | 女優                                                   |
| 11月 | 16日            | ウィリアム・ゴールドマン           | アメリカ合衆国の旗            | 87   | 作家、脚本家                                           |
| 11月 | 17日            | 吉田剛                             | 日本の旗                      | 83   | 脚本家                                                 |
| 11月 | 23日            | ニコラス・ローグ                   | イングランドの旗              | 90   | 映画監督                                               |
| 11月 | 25日            | 宮崎晃                             | 日本の旗                      | 84   | 映画監督、脚本家                                       |
| 11月 | 26日            | ベルナルド・ベルトルッチ           | イタリアの旗                  | 77   | 映画監督                                               |
| 11月 | 26日            | 高取英                             | 日本の旗                      | 66   | 劇作家、演出家、アニメーション監督                     |
| 11月 | 27日            | 辻村真人                           | 日本の旗                      | 88   | 声優                                                   |
| 11月 | 29日            | 赤木春恵                           | 日本の旗                      | 94   | 女優                                                   |
| 11月 | 30日            | 黒澤満                             | 日本の旗                      | 85   | 映画プロデューサー、セントラル・アーツ取締役社長       |
| 12月 | 1日             | エンニオ・ファンタスティキーニ     | イタリアの旗                  | 63   | 俳優                                                   |
| 12月 | 3日             | ジェフ・マーフィー                 | ニュージーランドの旗          | 80   | 映画監督                                               |
| 12月 | 17日            | ペニー・マーシャル                 | アメリカ合衆国の旗            | 75   | 映画監督                                               |
| 12月 | 18日            | カジミェシュ・クッツ               | ポーランドの旗                | 89   | 映画監督、政治家                                       |
| 12月 | 18日            | ピーター・マスターソン             | アメリカ合衆国の旗            | 84   | 俳優、映画監督                                         |
| 12月 | 19日            | 石橋雅史                           | 日本の旗                      | 85   | 俳優、空手家                                           |
| 12月 | 19日            | 芝本正                             | 日本の旗                      | 74   | 俳優、舞台演出家                                       |
| 12月 | 24日            | イ・ギョンヒ                       | 大韓民国の旗                  | 86   | 女優                                                   |
| 12月 | 28日            | 藤田淑子                           | 日本の旗                      | 68   | 声優、女優                                             |
| 12月 | 29日            | リンゴ・ラム                       | 香港の旗                      | 63   | 映画監督                                               |